# 平須賀城
平須賀城（へいすがじょう）は、和歌山県日高郡みなべ町西本庄（旧紀伊国日高郡）にあった日本の城（山城）。平須山城（へいすやまじょう）とも呼ばれる。みなべ町指定文化財（「平須賀城跡」）。

## 概要
南部川下流の南部平野の最奥部にある山城で、標高207メートル、比高177メートルの地点に位置した。
平須山（平主山）にある平須賀城は、みなべ町気佐藤の高田土居と共に野辺氏の居城と伝わる。武蔵国出身の野辺氏は、畠山政長に従い紀伊に入国したとみられ、寛正年間（1460–1466年）より紀伊奥郡の小守護代として活動している様子が確認できる。
平須賀城は早くから紀伊守護・畠山氏の要害として利用されており、15世紀前半には、紀伊奥郡守護代の禅久（遊佐家久）が湯河式部大輔に対し、「平祝候城」（平須賀城）に人を置いておくよう指示している。
15世紀中頃の畠山政長と畠山義就の家督争いの中で、広城（広川町）や高田土居はその争奪戦の対象となった。平須賀城もその争いの中、政長流畠山氏の拠点として活用され、永正15年（1518年）から16年（1519年）のものとされる畠山尚順（政長の子）の書状には、目良左京亮が「平守城」（平須賀城）で忠節を尽くしたことが記されている。
また、16世紀前半には政長流畠山氏は山城を築城・整備して平城とセットで運用していたとみられ、平須賀城も高田土居と合わせて利用されたと考えられる。
大永2年（1522年）、平須賀城（「南部ヘイシュ野辺城」）は熊野本宮勢に攻められ落城したと伝わっている（『熊野年代記』）。永正17年（1520年）に、熊野衆と結んでいた畠山尚順が野辺慶景らに紀伊を追放されていることや、野辺氏の姿がこの頃から確認できなくなることから、この記述の蓋然性は高いとみられる。また、発掘調査で出土した平須賀城の遺物の大半は15世紀後半から16世紀前半のもので、この落城時期と合致している。その一方で、城の構造から廃城時期をより後の年代とする見方もある。